# Amerikaanse interventie in Rusland

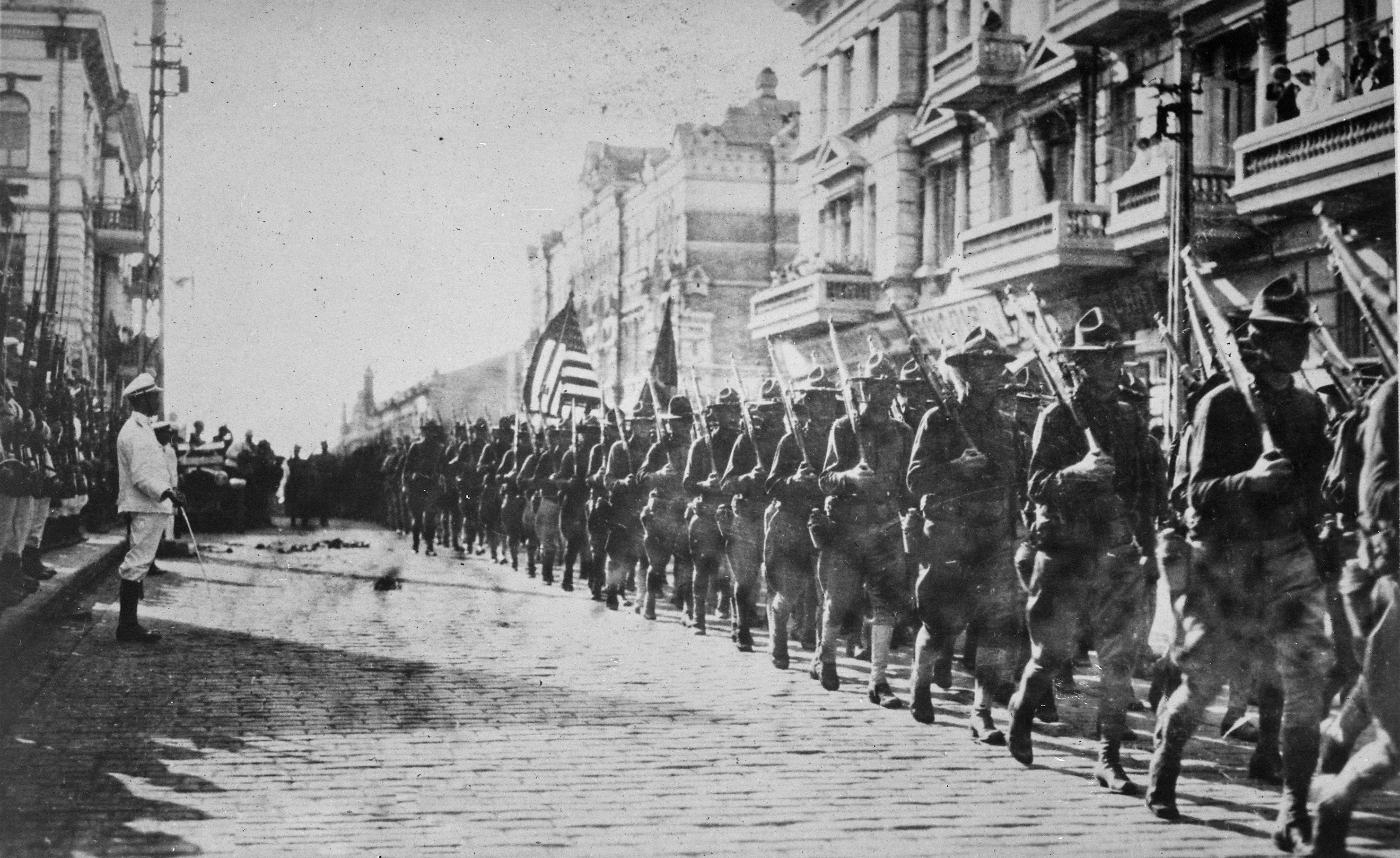
Parade van Amerikaanse troepen in Vladivostok (1918)

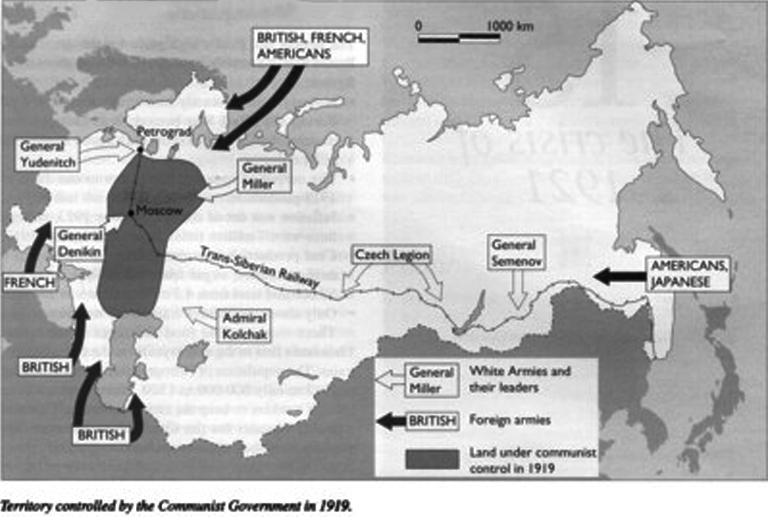
kaartje van Amerikanen in Rusland

De Amerikaanse interventie in Rusland was een landing van Amerikaanse troepen in Rusland in 1918, waarbij geallieerde (waaronder veel Amerikaanse) troepen onder andere Moermansk en Vladivostok bezetten.
Ondanks de dreiging van de Koude Oorlog bleef directe oorlog tussen de twee grootmachten (Sovjet-Unie / VS) altijd uit. Slechts eenmaal hebben Amerikaanse militairen delen van de Sovjet-Unie bezet, een gebeurtenis die in de vergetelheid is geraakt. In 1959 was Sovjetleider Nikita Chroesjtsjov op bezoek in de Verenigde Staten. In een toespraak in Los Angeles vertelde hij zijn verbaasde toehoorders dat Russische soldaten nooit op Amerikaanse bodem waren geweest, maar omgekeerd wel. Slechts weinigen in het publiek zullen hebben doorgehad dat de Sovjetleider sprak over het jaar 1918.
De American Expeditionary Force (AEF) bestond ongeveer uit 8.000 man. De troepen waren in 1918 naar Siberië gestuurd. De Amerikaanse troepen waren in 1918 niet de enige vreemde mogendheid op Russische bodem. Japanners, Tsjechen en Britten vochten met de Witte legers tegen het Rode Leger van Vladimir Lenin en Lev Trotski. Het was een onoverzichtelijke chaos in het land.
De situatie was verre van eenvoudig. Rusland had vanaf 1914 in de Eerste Wereldoorlog mee gevochten met de geallieerden tegen Duitsland en Oostenrijk-Hongarije. In 1917 namen de bolsjewieken de macht over in Rusland. Ze besloten niet meer met de geallieerden mee te vechten en sloten op 3 maart 1918 de Vrede van Brest-Litovsk met de Duitsers. Uiteindelijk verloren de Duitsers de Eerste Wereldoorlog in november 1918.
Daarna ontstond een burgeroorlog tussen het communistische Rode Leger en allerlei Witte Legers, die zeer verschillende motieven hadden om het communisme te bestrijden: van anticommunisme tot het streven naar onafhankelijkheid. Ze kregen hulp van buitenlandse mogendheden, die weinig zagen in een Sovjetstaat op Russisch grondgebied.
Uiteindelijk wonnen de communistische legers de Russische Burgeroorlog. De buitenlandse mogendheden trokken zich terug, de Amerikanen in april 1920. Zij verloren ongeveer 200 man.